# Strandvlo
De strandvlo (Talitrus saltator (Montagu, 1808)) is een vlokreeftje uit de familie Talitridae.

## Kenmerken
De strandvlo heeft een typische 'amphipoden' lichaamsbouw, zijdelings afgeplat met drie grote delen: kop, pereon en pleon. Zowel het pereon als het pleon zijn gesegmenteerd en glad. De kop bezit geen rostrum en op de mandibels ontbreekt de palp. De tweede antennes zijn een stuk langer en steviger dan de eerste antennes. De ogen zijn zwart en rond. Het lichaam is bruin-grijs met soms een groenachtige schijn.
Gnathopoden 1 en 2 zijn gelijkaardig en van het eenvoudige type. Het telson draagt stekels en is niet gespleten. Diagnostisch zijn de vier stekels op de tak van de derde uropode.

## Ecologie
T. saltator is een supralittorale amphipode die meestal tussen of onder de halfvergane, aangespoelde algen is te vinden die op de hoogwaterlijn liggen. Ze zijn vooral 's nachts actief, overdag graven ze zich dan 10 tot 30 cm in in het zand.
Volwassen strandvlooien overwinteren in een slaaptoestand, ingegraven in het zand boven de springvloedlijn tot op een diepte van 50 cm.
Strandvlooien worden 18 maanden (vrouwtjes) tot 21 maanden (mannetjes) oud. Ze zijn een belangrijke voedselbron voor strandvogels.

## Verwante soorten
Het circumtropische genus Talitrus omvat 10 beschreven soorten, waarvan slechts T. saltator tot in de Noordoost-Atlantische regio voorkomt.
De andere soorten zijn T. angulosus , T. gulliveri , T. hortulanus , T. nesius , T. tasmaniae , T. toli , T. tripudians , T. trukana en T. vulgaris